# Hideo Ōshima
Hideo Ōshima (jap. 大島 秀夫 Ōshima Hideo; ur. 7 marca 1980) – japoński piłkarz występujący na pozycji napastnika.

## Kariera klubowa
Od 1998 do 2016 roku występował w klubach Yokohama Flügels, Kyoto Purple Sanga, Montedio Yamagata, Yokohama F. Marinos, Albirex Niigata, JEF United Chiba, Consadole Sapporo i Giravanz Kitakyushu.